# Dendrobium anthrene
Dendrobium anthrene är en orkidéart som beskrevs av Henry Nicholas Ridley. Dendrobium anthrene ingår i släktet Dendrobium, och familjen orkidéer. Inga underarter finns listade i Catalogue of Life.